# Гуам (военно-морская база)

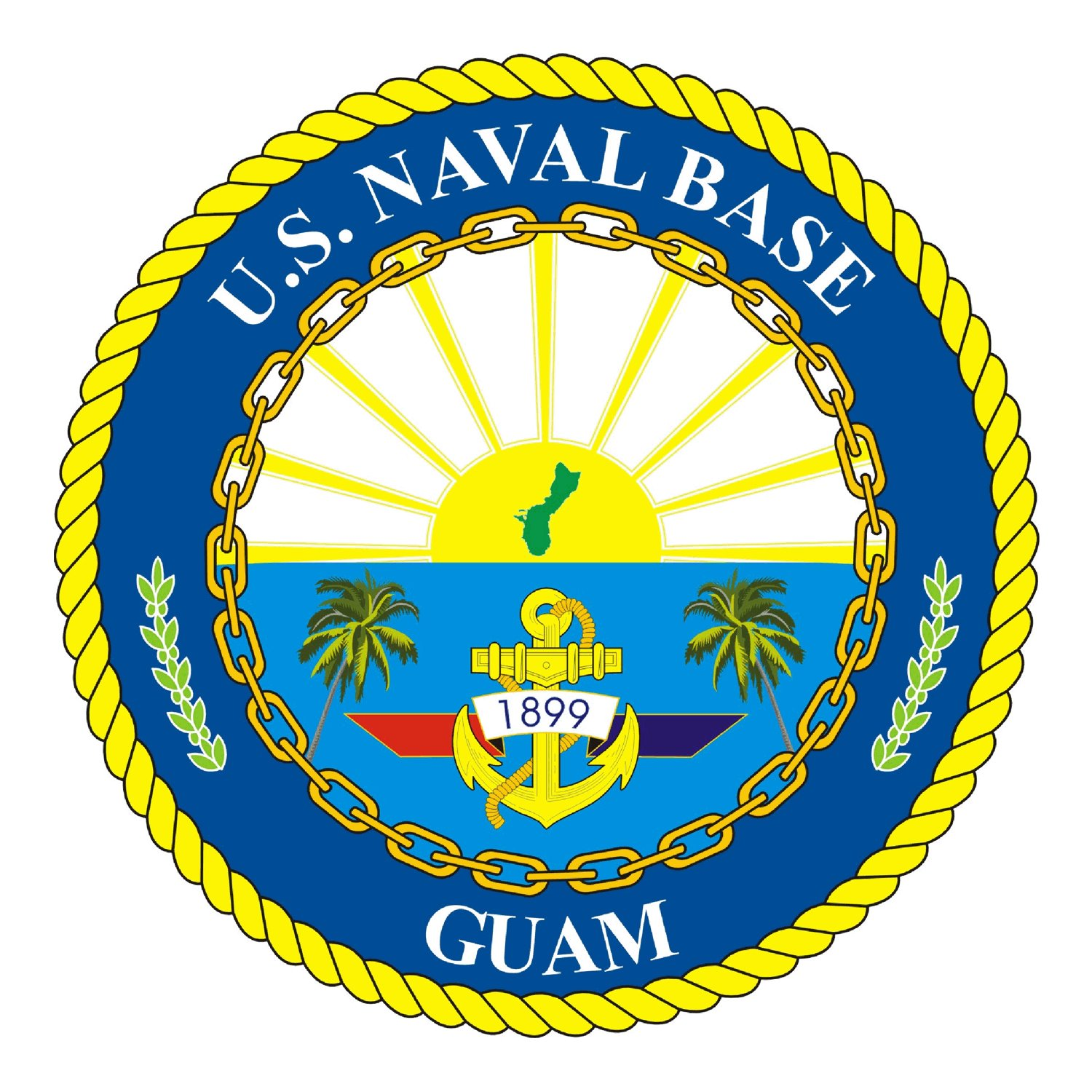
Эмблема Военно-морской базы Гуам.

Военно-морская база Гуам (англ. Naval Base Guam) — стратегическая военно-морская база США, расположенная в гавани Апра и занимающая полуостров Ороте, Гуам.
В 2009 году она была объединена с базой ВВС США Андерсен, чтобы сформировать Объединённый регион Марианских островов — общую базу, контролируемую ВМС США.

## История
Следы человеческого присутствия, оставленные популяциями чаморро на острове, насчитывают от 1500 до 3000 лет. Открытие региона европейцами датируется 6 марта 1521 года, когда португальский исследователь Фернан Магеллан высадился на Гуаме. Испанская корона претендовала на остров Гуам с 1565 года через конкистадора Мигеля Лопеса де Легаспи. В середине XVII века Испания назначила губернатора на остров, который стал постоянным портом захода испанских галеонов, связывавших Акапулько в Мексике с Манилой на Филиппинах.
Остров был передан Соединённым Штатам по итогам Испано-американской войны 1898 года после более чем трёх веков испанского господства. Американский флаг был поднят в гавани Апра капитаном USS Charleston (C-2) Генри Глассом 21 июня 1898 года. Указом президента США Уильяма Мак-Кинли Военно-морское министерство уполномочено управлять Гуамом. ВМС США использовали это место в качестве угольного склада и станции связи до декабря 1941 года, когда остров был захвачен японскими войсками. Остров был оккупирован японцами до лета 1944 года.
Строительство базы было начато американскими войсками в 1944 году после освобождения Гуама от японской оккупации. Морские пехотинцы 5-й морской строительной бригады построили базу на месте разрушенных казарм морской пехоты США в деревне Сумай. База Гуам была первой военно-морской оперативной базой США и вскоре стала известна как «Тихоокеанский супермаркет». Из 150 000 американских моряков, дислоцировавшихся на Гуаме, более 50 000 работали на строительстве и развитии базы.
В июле 1975 года военно-морская база была передана в ведение командующего тылового обеспечения Тихоокеанского флота США.
Военно-морская база Гуам является местом дислокации 15-й эскадры подводных лодок ВМС США, штаб-квартирой Сектора береговой охраны Гуама и 1-го Военно-морского подразделения специального назначения, а также поддерживает 28 других подразделений Индо-Тихоокеанского командования, Тихоокеанского и Седьмого флотов. На базе служат около 6300 военнослужащих.
На военно-морской базе Гуам представлен широкий спектр удобств и услуг, включая библиотеку, часовню, театр, боулинг, стоматологическую клинику, тренажёрный зал, помещения для посетителей и минимаркет.
В мае 2010 года Командование инженерных сооружений ВМС США (NAVFAC) выделило средства на продолжение развития базы со строительством объектов для торпедных учений и учебного центра подводных лодок. В последние годы многие местные жители выступают против расширения базы.

## Суда приписки
Суда приписки:
- Подводная лодка «Key West» (SSN-722)[англ.];
- Подводная лодка «Asheville» (SSN-758)[англ.];
- Подводная лодка «Jefferson City» (SSN-759)[англ.];
- Подводная лодка «Annapolis» (SSN-760)[англ.];
- Подводная лодка «Springfield» (SSN-761)[англ.].
- Подводная лодка USS Minnesota (SSN-783)

Военные корабли USS Frank Cable и USS Emory S. Land дислоцируются на базе Гуам для обслуживания подводных лодок Седьмого флота.
Суда сектора береговой охраны Гуама включают USCGC Sequoia (WLB-215), USCGC Myrtle Hazard, USCGC Oliver Henry, USCGC Frederick Hatch, USCGC Assateague (WPB-1337) и USCGC Washington (WPB-1331).

## Иные подразделения
- Подразделение поддержки кораблей Командования морских перевозок Гуама.
- Мобильная группа по обезвреживанию взрывных устройств[англ.].
- Отряд «Гуам» Восточно-Азиатского дивизиона Командования сил флота США.
- Группа технического обслуживания бортового вооружения.
- Военно-морская компьютерная и телекоммуникационная станция «Гуам».

В состав военно-морской базы Гуам также входят аэродром Ороте и лагерь Ковингтон. В лагере Ковингтон дислоцируется 30-й военно-морской строительный полк. Здесь также находится Штаб Тихоокеанского командования экспедиционных сил Седьмого флота.

## Достопримечательности
Национальное военное кладбище собак